# Drabescus angulatus
Drabescus angulatus är en insektsart som beskrevs av Victor Antoine Signoret 1880. Drabescus angulatus ingår i släktet Drabescus och familjen dvärgstritar. Inga underarter finns listade i Catalogue of Life.